# Daijirō Takakuwa
Daijirō Takakuwa (高桑 大二朗 Takakuwa Daijirō?,  nacido el 10 de agosto de 1973 en Setagaya, Tokio) es un exfutbolista japonés que se desempeñaba como guardameta.
En 2000, Takakuwa jugó para la selección de fútbol de Japón. Fue elegido para integrar la selección nacional de Japón para los Copa Asiática 2000.

## Trayectoria

### Clubes
| Club                | País  | Año         |
| ------------------- | ----- | ----------- |
| Yokohama Marinos    | Japón | 1992 - 1996 |
| Kashima Antlers     | Japón | 1996 - 2001 |
| Tokyo Verdy         | Japón | 2002        |
| Vegalta Sendai      | Japón | 2003 - 2006 |
| Yokohama F. Marinos | Japón | 2007 - 2008 |
| Tokushima Vortis    | Japón | 2009        |

### Selección nacional
| Selección | País  | Año  |
| --------- | ----- | ---- |
| Absoluta  | Japón | 2000 |

## Estadística de equipo nacional
| Selección de Japón | Selección de Japón | Selección de Japón |
| Año                | Part.              | Goles              |
| ------------------ | ------------------ | ------------------ |
| 2000               | 1                  | 0                  |
| Total              | 1                  | 0                  |

## Palmarés

### Títulos nacionales
| Título             | Club             | País  | Año  |
| ------------------ | ---------------- | ----- | ---- |
| Copa del Emperador | Yokohama Marinos | Japón | 1992 |
| J1 League          | Yokohama Marinos | Japón | 1995 |
| J1 League          | Kashima Antlers  | Japón | 1996 |
| Copa del Emperador | Kashima Antlers  | Japón | 1997 |
| Copa J. League     | Kashima Antlers  | Japón | 1997 |
| J1 League          | Kashima Antlers  | Japón | 1998 |
| J1 League          | Kashima Antlers  | Japón | 2000 |
| Copa del Emperador | Kashima Antlers  | Japón | 2000 |
| Copa J. League     | Kashima Antlers  | Japón | 2000 |
| J1 League          | Kashima Antlers  | Japón | 2001 |

### Distinciones individuales
| Distinción        | Año  |
| ----------------- | ---- |
| J. League Best XI | 2000 |